# Башкирське повстання (1834-1835)
Повстання 1834—1835 років — останнє велике повстанням народних мас в історичному Башкортостані до скасування кріпосного права. Жоден із наступних виступів не досягав вже того розмаху, який мало це повстання. Своїм корінням повстання 1834—1835 років сягало башкирських повстань XVII—XVIII століть. Крім башкир у повстанні брали участь і державні селяни, оренбурзькі козаки, мішари та тептярі (близько 40 тис. осіб).

## Причини повстання
Причиною повстання був страх втратити наявні свободи. 16 січня 1830 був затверджений проєкт закону про обмін збіднених удільних селян центральних губерній на казенні селища багатоземельних східних губерній (у тому числі Пермської та Оренбурзької). Становище удільних селян було важче, ніж державних. Їм заборонялося переїжджати, вони обмежувалися у майнових правах тощо. Тому державні селяни (і башкири теж) були рішуче проти зміни статусу.
Башкири боялися втратити економічні та юридичні свободи, які їм гарантувала військово-козацька служба: свободи від сплати панщини, оброку тощо. Приводом для виступу башкир також були чутки про те, що башкир «призначають на долю, що всі чиновники через обман государ Імператора продали їх якомусь сенатору Медведєву, що нові хлібні магазини будуть будинками сенатора Медведєва або конторами якогось нового управління».
Серед російських селян у Башкирії було багато державних та удільних селян. Перші сплачували податки державну скарбницю, а удільні були власністю царської сім'ї. Становище удільних селян було важким. Непосильний оброк руйнував їхнє господарство. Цар Микола I вирішив перевести триста тисяч державних селян у розряд удільних і, навпаки, триста тисяч удільних перевести у розряд державних. Цим він сподівався збільшити доходи царської сім'ї: заможніші селяни стали б справно платити оброк. Перехід державних селян до удільних означав перетворення в кріпаків.
Чутки про рішення царя викликали у 1834 році стихійне повстання селян Оренбурзької та Пермської губерній.

## Місце повстання
Повстання розгорнулося на територіях Пермської, Оренбурзької та сусідніх губерній.

## Хід бойових дій
Рух почався в Пермській губернії, з заворушень державних селян восени 1834 року.
Невдовзі повстання охопило Кунгурський і Красноуфимський повіти Пермської губернії, і навіть Бірський, частини Троїцького, Уфимського і Белебєєвського повітів Оренбурзької губернії.
12 червня 1835 року біля села Байкіно (Кунгурський повіт) сталося зіткнення урядових військ із загоном селян у 3 тисячі осіб. Дуже невелика частка селян були озброєні рушницями, інші — сокирами, косами, ціпками. Солдати рушничним вогнем розсіяли селянський загін. На місці залишилося 5 людей убитих та 34 поранених.
В цей час башкири виганяли царських чиновників, потім у найближчого кантонного начальника у присутності мулли брали присягу про те, що він не має жодних приписів про передачу башкир до улідла і про навернення мусульман у християнську віру.
Генерал-губернатор Оренбурзької губернії Василь Перовський звернувся до муфтія Оренбурзьких духовних зборів Габдесалляма Габдрахімова за фетвою (посланням) до повсталих башкирів. Фетва залишилася особливо не поширеною, але свідчить про те, що чимало було зроблено і для переконання башкирів ідеологічними методами. Сам Габдесаллям Габдрахімов був із тієї категорії осіб, яких можна назвати сумлінними виконавцями, — він старанно виконував доручення генерал-губернатора. Завдяки повній неорганізованості та розрізненості виступів оренбурзький військовий губернатор зумів швидко придушити повстання. Для цього він використовував башкирські полки.
Карателі жорстоко розправилися з учасниками повстання. Їх били палицями (завдавали від 500 до 4000 ударів), а потім посилали до Сибіру на каторжні роботи. В результаті каральної дії Уфимським військовим судом було засуджено 370—427 осіб, з них 16 осіб померли під час розправи.

## Підсумки повстання
Попри локальність та слабку організованість, повстання 1834 — 1835 років мало велике значення. Своєю самовідданою боротьбою башкири та інші народи краю зберегли особисту свободу. Царській владі довелося відмовитися від планів передачі жителів Приуралля, у тому числі й історичного Башкортостану, у питомі відомства і більш обережно проводити політику щодо неросійських народів.